# Sarah Nedergård
Sarah Nedergård, född 21 november 1989 i Sundom i Vasa, är en finlandssvensk skådespelare, sångerska och musikalartist.
Nedergård har utbildning från Musikalakademin vid Strömbäcks folkhögskola i Västerbotten samt musikalutbildning från Åbo yrkeshögskola.
Nedergård har musikalerfarenheter från Tammerfors teater och Åbo Svenska Teater, hon spelade den kvinnliga huvudrollen i Sound of Music vid sommarspelen i Raseborg 2016. År 2020 spelade hon på finska i Disney-musikalen Den lilla sjöjungfrun på Helsingfors stadsteater.